# Cattedrale di Laval
La cattedrale della Santa Trinità (in francese: Cathédrale de la Sainte-Trinité de Laval) è il principale luogo di culto cattolico di Laval, nel dipartimento della Mayenne. La chiesa, sede del vescovo di Laval, è monumento storico di Francia dal 1840.